# Talon (Nièvre)
Talon település Franciaországban, Nièvre megyében. Lakosainak száma 40 fő (2022. január 1.). Talon Tannay, Asnan, Challement, Grenois, Lys és Saint-Germain-des-Bois községekkel határos.

## Népesség
A település népessége az elmúlt években az alábbi módon változott:
| Lakosok száma | 45   | 43   | 40   | 39   | 38   | 37   | 39   | 40   |
|               | 2013 | 2015 | 2017 | 2018 | 2019 | 2020 | 2021 | 2022 |